# Obermarsberg

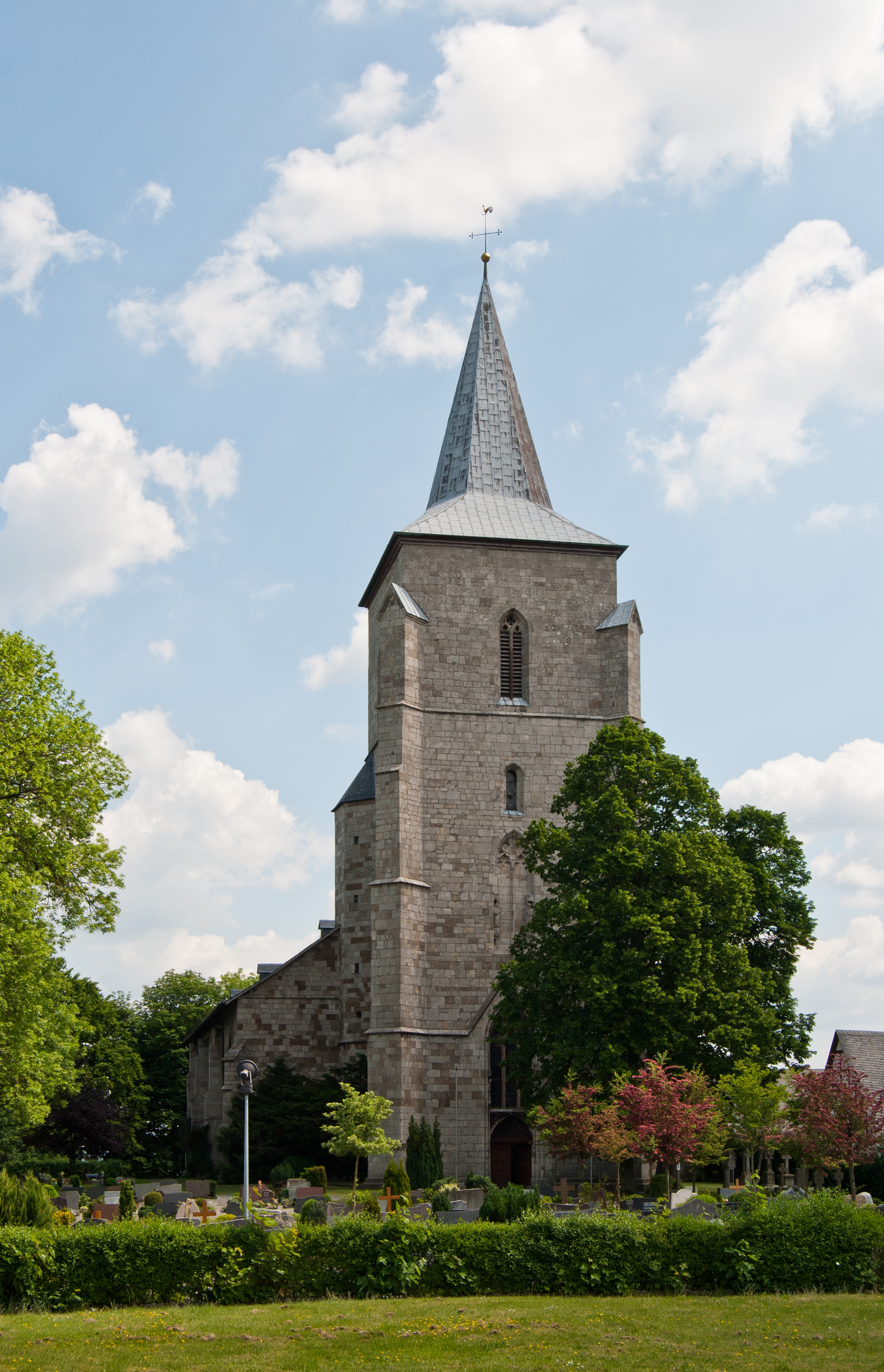
Stiftskirche St. Petrus und Paulus

Obermarsberg ist einer von 17 Stadtteilen der Stadt Marsberg im Hochsauerlandkreis in Nordrhein-Westfalen. Der Ort befindet sich an der Stelle der frühgeschichtlichen Eresburg. Insbesondere im 17. und 18. Jahrhundert war der Ort als Stadtberge bekannt; diese Bezeichnung ist noch im Plattdeutschen gebräuchlich.
Karl der Große gründete dort ein Kloster, das als Propstei von Corvey bis 1803 bestand. Daneben entwickelte sich im 13. Jahrhundert eine Stadt. Gegen Ende des Dreißigjährigen Krieges zerstört, wurde sie wieder aufgebaut, erreichte aber nicht mehr die frühere Bedeutung. Seit 1975 ist sie Teil der neuen Stadt Marsberg.

## Geographische Lage
Obermarsberg liegt auf einem maximal etwa 398 m ü. NN hohen Bergplateau, das an drei Seiten steil abfällt. Nur im Süden erlaubt ein Sattel einen relativ problemlosen Zugang. Das Plateau ist etwa 1 km lang und 0,5 km breit. Westlich vorbei am Berg fließt die Diemel, in die nördlich des Berges in Niedermarsberg die östlich verlaufende Glinde mündet.

## Geschichte

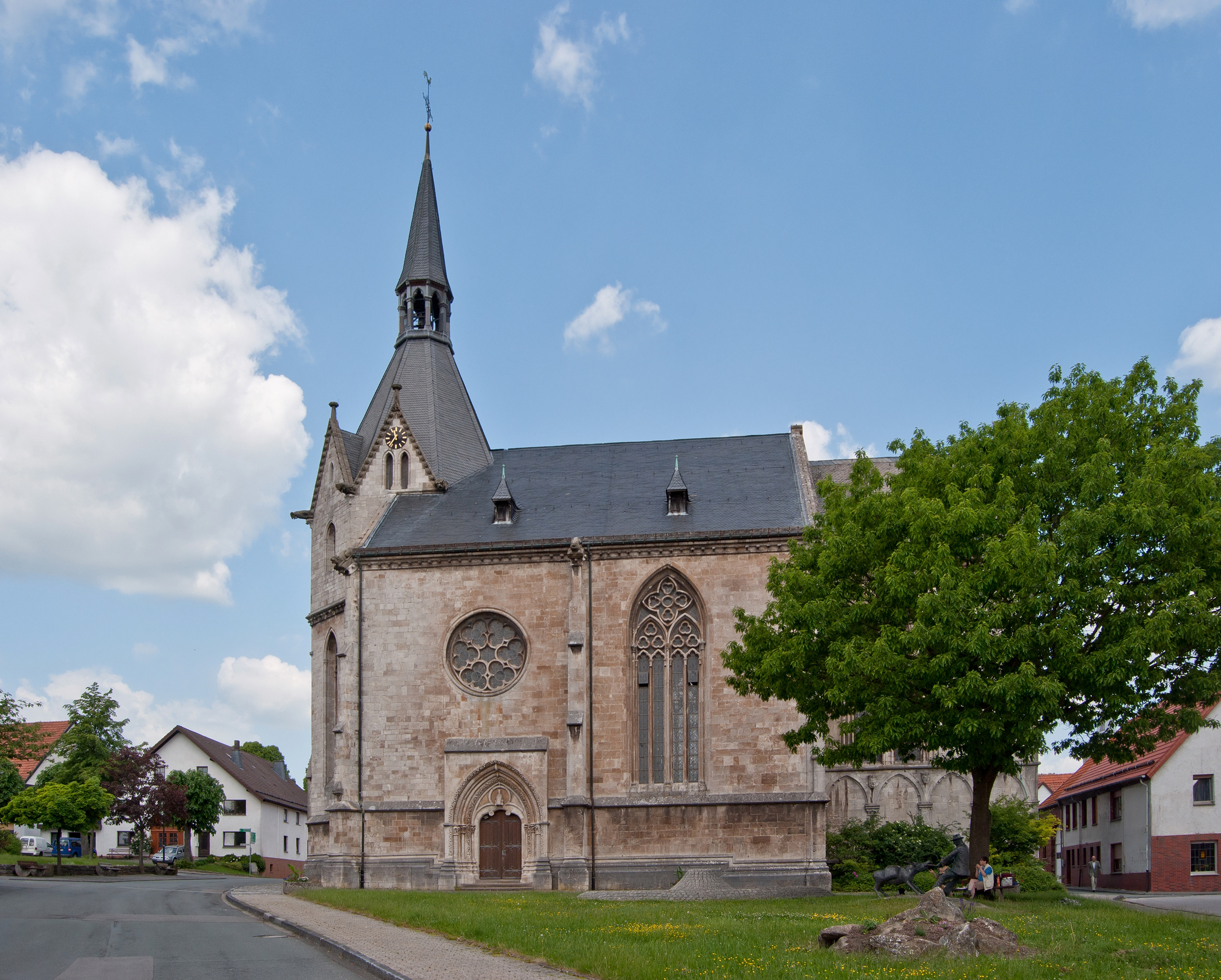
Nikolaikirche

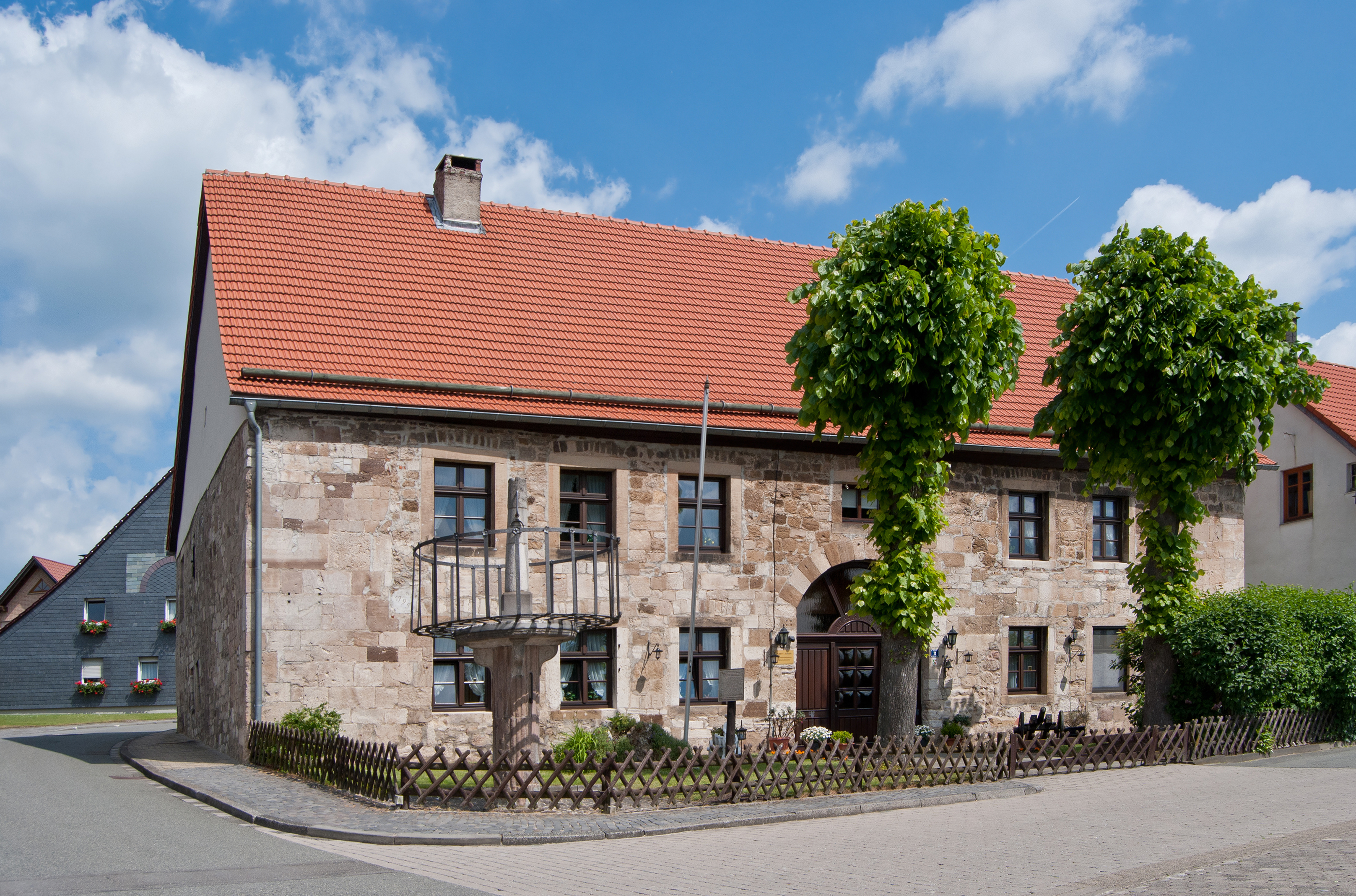
Altes Rathaus und Pranger

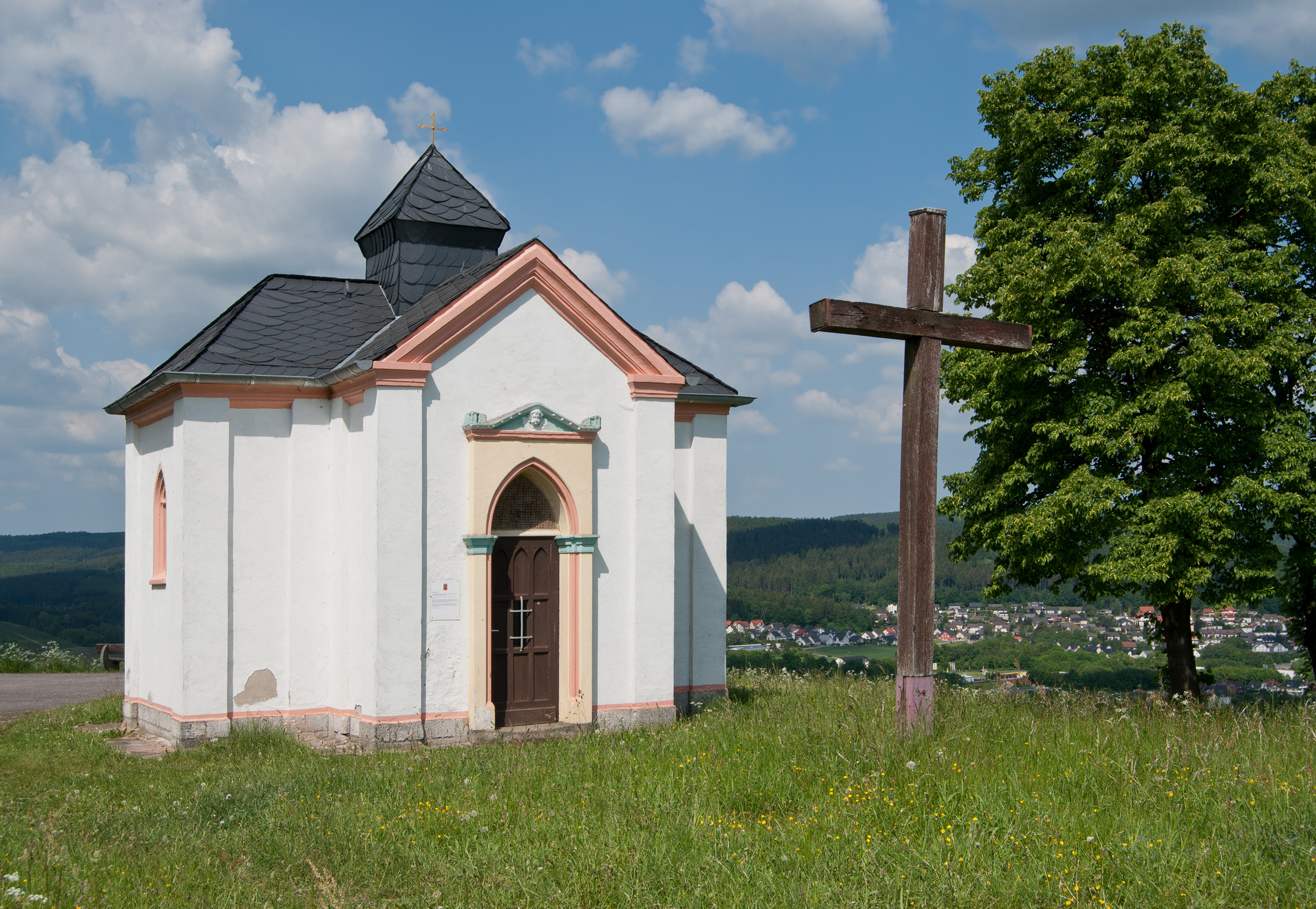
1868 erbaute neugotische Kapelle auf dem Kalvarienberg bei Obermarsberg

### Vor- und Frühgeschichte
Erste Besiedlungsspuren in Form von Feuersteinwerkzeugen fanden sich in der sogenannten Weißen Kuhle. Sie stammen etwa aus der Zeit um 14.000 v. Chr. In der Nähe der Stiftskirche fand man Überreste der jungsteinzeitlichen Michelsberger Kultur. Wahrscheinlich hat es in der vorrömischen Eisenzeit eine Wallburg mit einer Holz-Erde-Befestigung gegeben. In der sächsischen Zeit befand sich auf dem Plateau die Eresburg. Neuere Forschungen stellen allerdings in Frage, ob es sich bei der in frühmittelalterlichen Quellen erwähnten Eresburg tatsächlich um diese Befestigung handelt. Dort soll sich auch das bedeutende Stammesheiligtum Irminsul befunden haben.

### Mittelalter

#### Karolingische Zeit
Erstmals tritt das Gebiet von Obermarsberg im Jahr 772 in Erscheinung, als Karl der Große während des Krieges gegen die Sachsen die auf dem Berg gelegene Eresburg eroberte. Er zerstörte das sächsische Heiligtum, die Irminsul, und ließ durch Missionare um Sturmius eine erste Kirche errichteten. 774 eroberten die Sachsen die Eresburg zurück; doch schon ein Jahr später konnte Karl die Eresburg erneut einnehmen und neu aufbauen. Danach blieb trotz mehrfacher anschließender Aufstände der Sachsen die fränkische Herrschaft über die Eresburg erhalten. 780 soll das Kloster Obermarsberg von Karl gegründet worden sein. 785 ließ er an der Stelle der Irminsul eine steinerne Basilika erbauen, die angeblich 799 von Papst Leo III. bei einem Treffen mit Karl dem Großen auf der Eresburg geweiht wurde.
826 schenkte Ludwig der Fromme die Eresburg mit dem Kloster und der Kirche dem Kloster Corvey. König Ludwig das Kind verlieh im Jahr 900 der unterhalb der Eresburg im Tal gelegenen Villa Horhusen (dem späteren Niedermarsberg) einen öffentlichen Markt sowie Münz- und Zollrechte. 1115 wurde die Burg durch Friedrich von Arnsberg und 1145 Volkwin von Schwalenberg zerstört. Zwischen 1205 und 1208 wurde die Burg vom Abt von Corvey wieder aufgebaut.

#### Stadtentstehung
Zwischen 1200 und 1220 zogen Einwohner der unterhalb des Berges gelegenen Siedlung Horhusen (heute Niedermarsberg) auf die Anhöhe und gründeten dort dicht unter der ehemaligen Eresburg eine Stadt, die Mons Martis oder auch Heresberg genannt wurde. Im Zuge der Übersiedlung wurde die frühgotische Nikolaikirche erbaut. Gegenüber der verkehrsgünstig im Tal gelegenen Siedlung, die erst im 19. Jahrhundert sich zur Stadt entwickeln konnte, überwog bei Obermarsberg der Befestigungscharakter. Die Stadt wurde mit Mauern und Türmen befestigt.
1222 wurde erstmals das Stadtgericht erwähnt. 1228 widerrief König Heinrich (VII.) die von ihm zwei Jahre zuvor vorgenommene Übertragung der Besitzrechte der Eresburg an den Kölner Erzbischof und gab sie wieder an den Abt von Corvey. 1229 wird in einer Urkunde die Zugehörigkeit der neuen Stadt zum Bistum Paderborn betont. Dabei ist erstmals von 12 „consules“ (Ratsherren) und von der Gemeinde die Rede. Im Jahr 1230 wurden die Stadt und die Propstei Obermarsberg durch Feuer weitgehend vernichtet. Um den Wiederaufbau zu finanzieren, verkaufte Corvey die Hälfte von Marsberg an den Erzbischof von Köln, während Corvey das Kloster in Marsberg behielt. Die Burgmannen wurden nunmehr von beiden gemeinsam bestimmt. Das Erzbistum errichtete innerhalb der Stadtmauern auch seine eigene Burg, denn 1322 wird in einem Vertrag zwischen ihm und der Abtei Corvey ein „castrum Marsbergh“ als neu erbaut erwähnt.
Die Stadt war ein bedeutender Handelsort und war im Spätmittelalter Mitglied der Hanse.

### Neuzeit

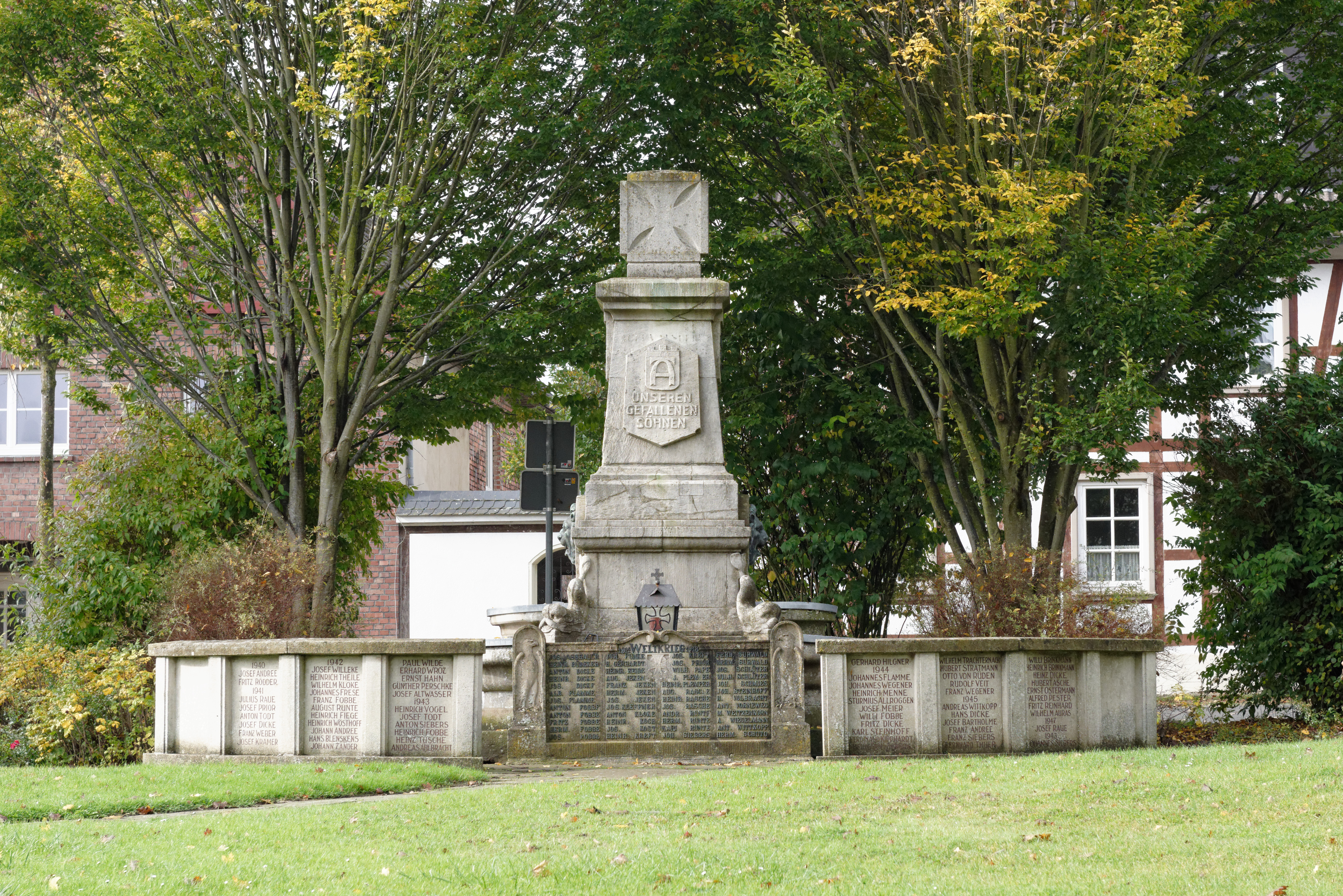
Ehrenmal

Im 16. Jahrhundert hatte sich die Stadt der Reformation angeschlossen. Dabei spielten Konflikte mit dem Kloster Corvey ebenso eine Rolle wie das Vorbild des benachbarten Waldeck. Den Bürgern gelang es immer wieder, die Einsetzung katholischer Pfarrer zu verhindern. Nach dem Ende des Kölner Erzbischofs Gebhard I. von Waldburg, der versucht hatte in seinem Machtbereich den Protestantismus offiziell einzuführen, änderte sein Nachfolger Ernst von Bayern zunächst nichts an der Konfession. Unter Ferdinand von Bayern begann auch in dem zum Herzogtum Westfalen gehörenden Marsberg die Gegenreformation. Er befahl, bis zum Jahr 1628 die katholische Konfession anzunehmen oder auszuwandern. Gleichwohl dauerte es Jahrzehnte, bis alle Bürger katholisch waren. Nach 1630 gab es kaum noch evangelische Einwohner in der Stadt. Die Gegenreformation hatte für die Stadt negative Folgen. Viele Bürger wanderten ab und zahlreiche Häuser verfielen.
Im Dreißigjährigen Krieg wurde sie ab 1632 mehrfach von Hessen und Schweden belagert und 1646 fast vollständig zerstört. Fast 200 Häuser gingen in Flammen auf. Auch das Stift und das Rathaus wurden zerstört. Dabei ging auch das städtische Archiv verloren. Die Sieger brachen Mauern und Tore ab, so dass die Bewohner in der Folgezeit zu großen Teilen wieder ins Tal zogen. Gleichwohl konnte Obermarsberg seine politische Vormacht gegenüber der Unterstadt Niedermarsberg bis zum Ende des Heiligen Römischen Reiches behaupten. Im Jahr 1808 erhielt Niedermarsberg seine Unabhängigkeit. Das Justizamt wurde 1827 in die Unterstadt verlegt. Eine industrielle Entwicklung wie in der Unterstadt fand in Obermarsberg nicht statt.
Während des Zweiten Weltkrieges war es von Ende November 1939 bis Januar 1940 zur Einquartierung von Wehrmachtssoldaten gekommen. Von Ende Oktober bis November 1944 waren dann Soldaten der Waffen-SS einquartiert. Ab März 1945 kam es zu Tieffliegerangriffen. Am Nachmittag des 29. März erreichte Fahrzeugkolonnen mit Panzern der US-Army von Giershagen aus Obermarsberg. In der Nacht waren fortlaufend Explosionen zu hören und ein Feuerschein im Westen zu sehen. Unterhalb des Hagens war ein deutscher Munitionszug in Brand geraten. In einige Häuser quartierten sich für acht bis 14 Tage US-Soldaten ein.
Im Zweiten Weltkrieg fielen 94 Männer der Stadt Obermarsberg als Soldaten, davon die meisten an der Ostfront, oder starben in Gefangenschaft.
Am 1. Januar 1975 wurde Obermarsberg in die neue Stadt Marsberg eingegliedert.

## Politik

### Wappen
Blasonierung: „In Rot der goldene (gelbe) Großbuchstabe A mit schwarzer Damaszierung; im Oberwappen eine silberne (weiße) dreitürmige Mauerkrone mit Tor.“
Das Wappen wurde am 20. Dezember 1909 vom König von Preußen genehmigt. Der Buchstabe A kommt bereits im 13. Jahrhundert auf Münzen von Obermarsberg vor. Es soll sich auch einen Wappenstein mit dem A an der Obermarsberger Kirche befunden haben. Die Bedeutung des Buchstaben ist bis heute ungeklärt. Das Wappen wurde heute in moderner Form ohne Mauerkrone und Damaszierung von der Stadt Marsberg weitergeführt.

## Sehenswürdigkeiten
In der Liste der Baudenkmäler in Marsberg sind für Obermarsberg 34 Baudenkmale aufgeführt.

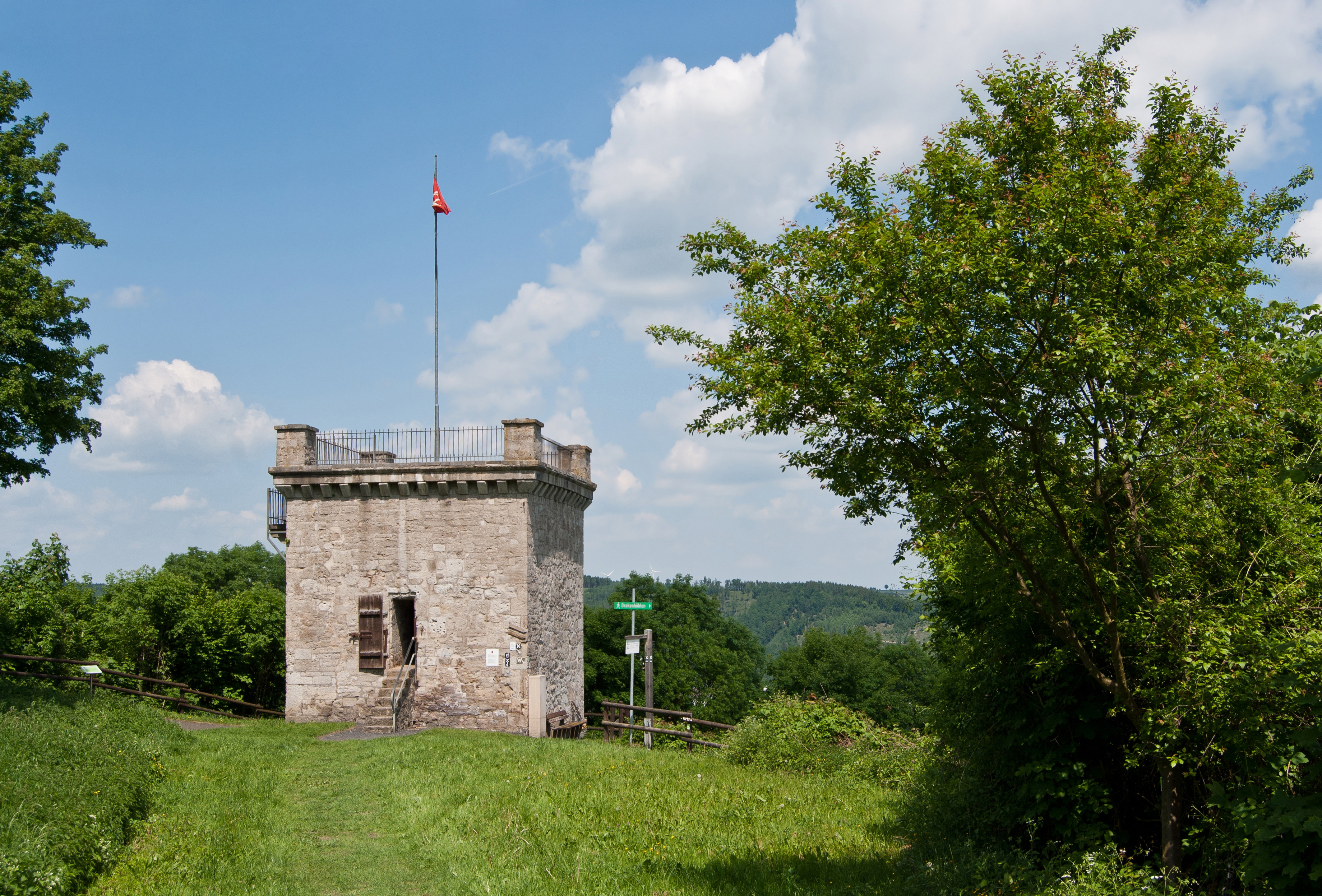
Buttenturm am Ortsrand, ehemaliger Wach-, heute Aussichtsturm

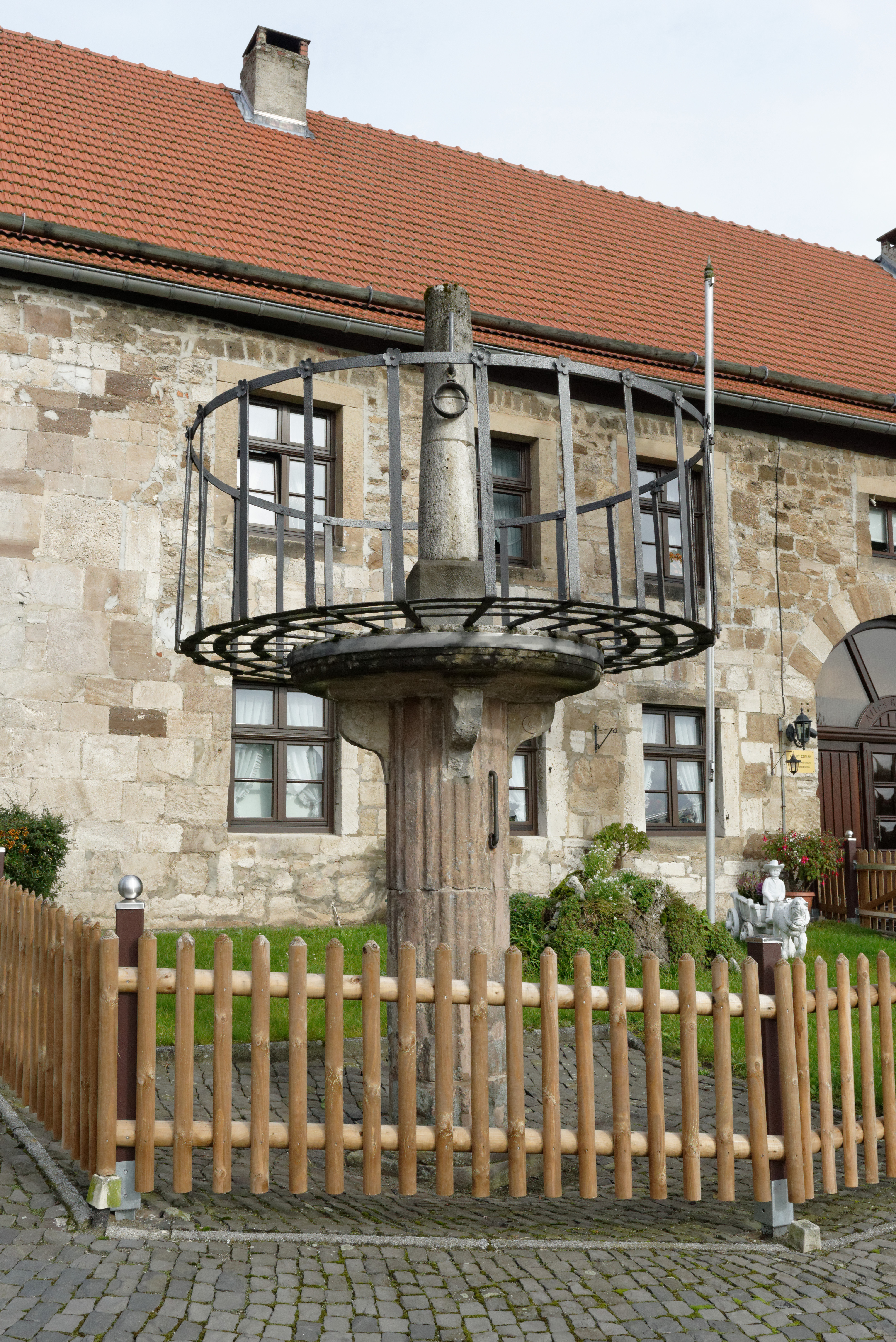
Pranger vor dem alten Rathaus

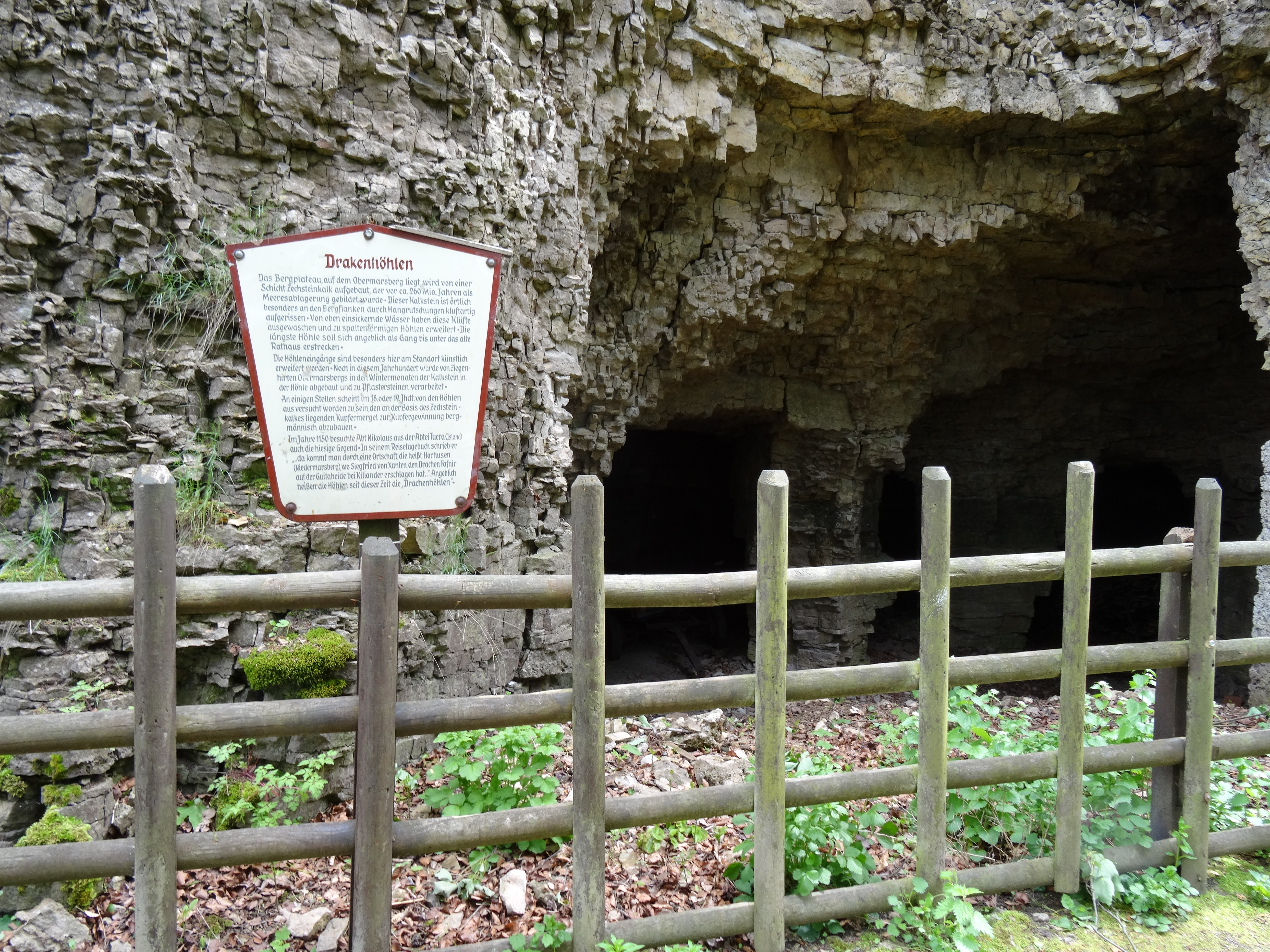
Die Drakenhöhlen in Obermarsberg mit Beschreibung der Namensherkunft.

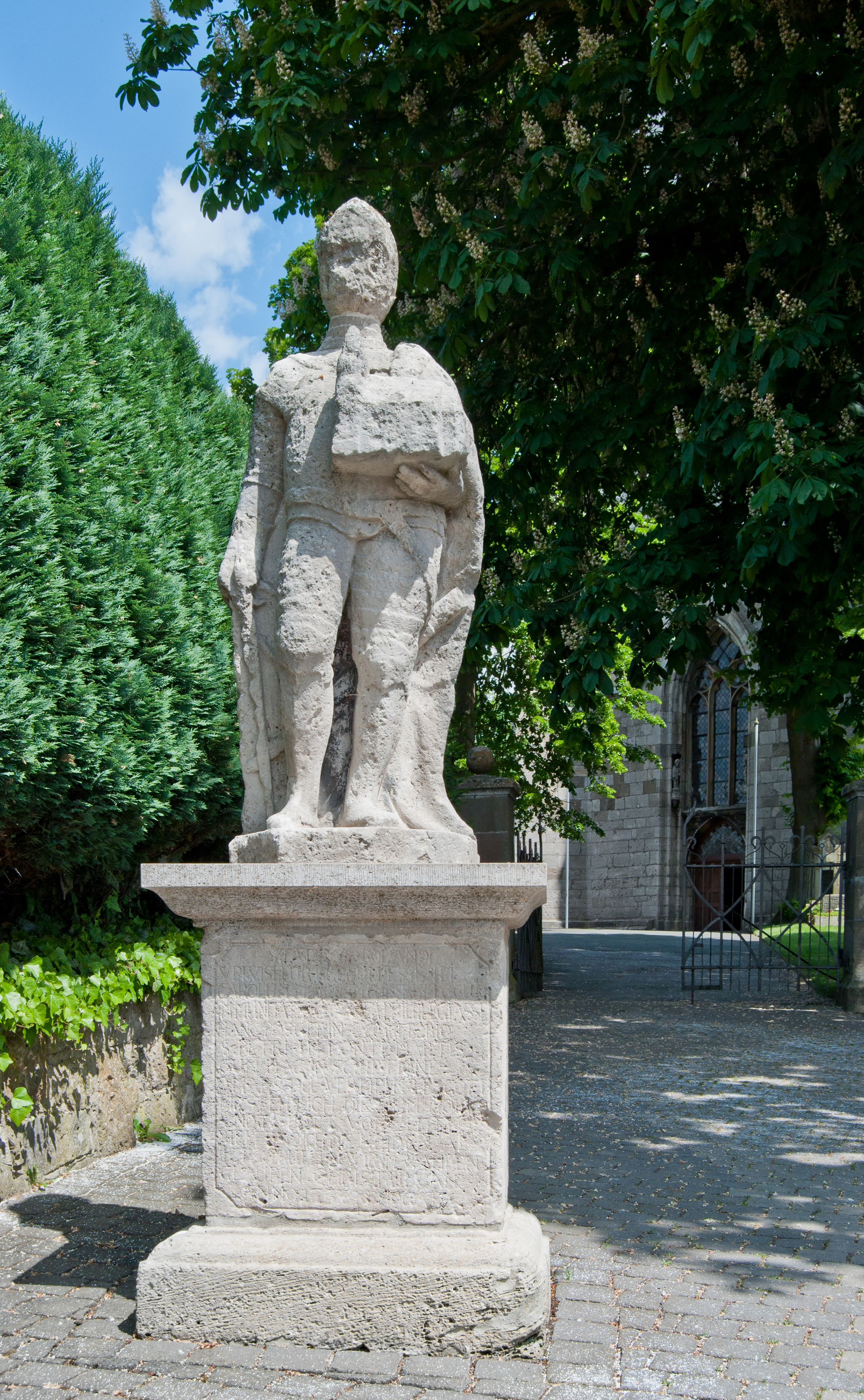
Verwitterte Rolandstatue, erbaut um 1600

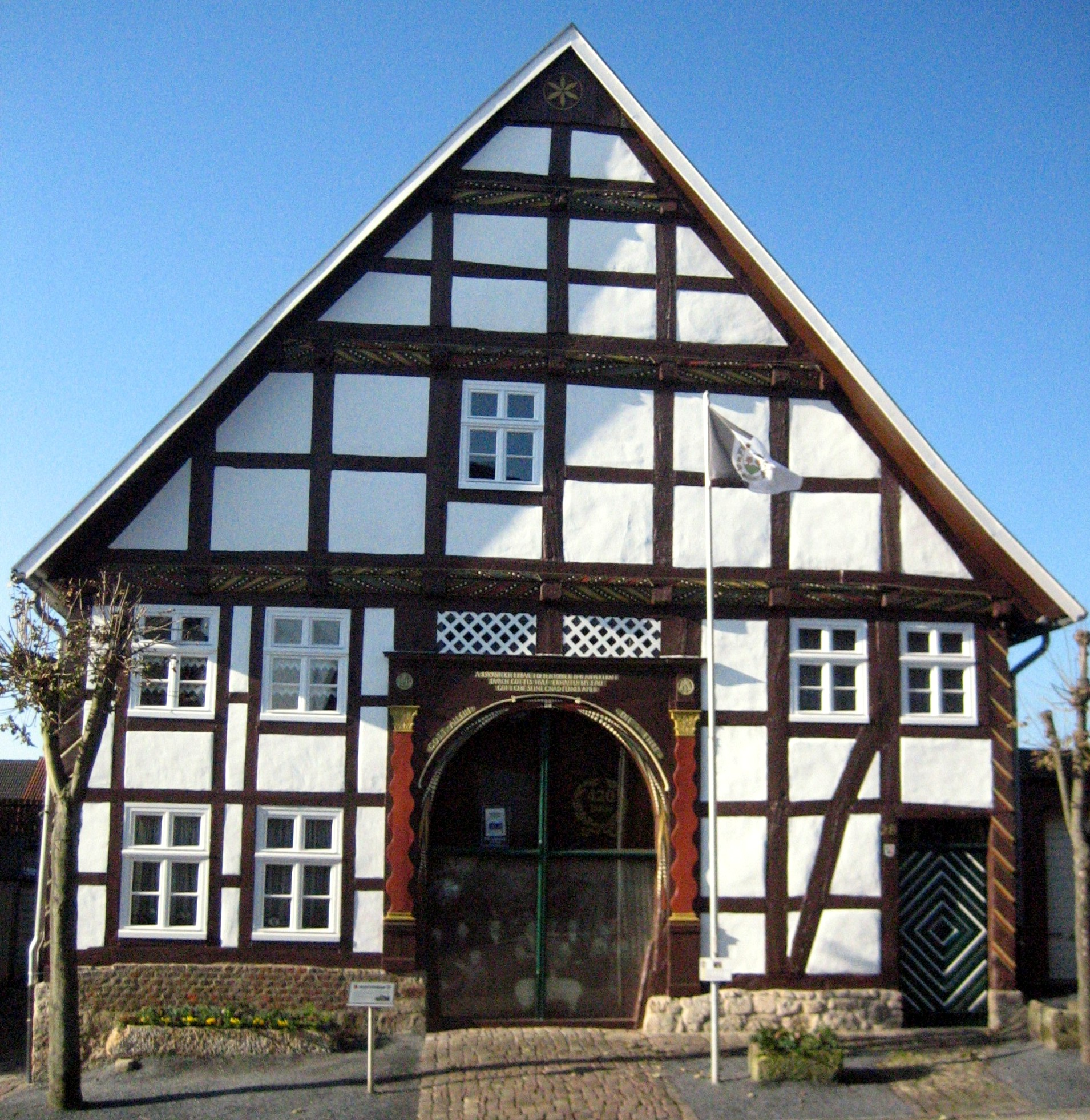
Ältestes Haus der Stadt

- Die Stiftskirche St. Petrus und Paulus gilt als eine der ersten Kirchen Westfalens. Neben der Kirche sind auch noch Teile des Stiftsbezirks erhalten. Die Kirche geht auf eine Basilika aus der Zeit Karls des Großen zurück und stammt in ihrer heutigen Form im Wesentlichen aus der zweiten Hälfte des 13. Jahrhunderts. Die Innenausstattung ist Barock.
- Vor der Stiftskirche steht eine als Rolandstatue bezeichnete stark verwitterte Figur aus der Zeit um 1600. Tatsächlich stellt sie wohl Karl den Großen als Kirchenstifter mit der Kirche in der Hand dar.
- Der Eingangsbereich des Stifts wird vom Benediktusbogen gebildet. Dieser stammt aus dem Jahr 1759. In einer Nische über dem Durchgang befindet sich eine Statue des heiligen Benedikt. Darüber ist die päpstliche Tiara zu sehen.
- Neben dem Benediktusbogen ist ein erster Bildstock zu sehen. Er ist der erste von sieben Stationen, die die sieben Fußfälle Christi darstellen. Sie säumen den Weg zum Kalvarienberg. Dieser liegt außerhalb der alten Standmauern. Auf dem 373 m hohen Kalvarienberg wurde als Endpunkt des Kalvarienweges 1868 eine neugotische Kapelle erbaut. Der Altar als Sinnbild des Endpunktes des Leidensweges Christi ist als Heiliges Grab gestaltet.
- Die Nikolaikirche aus dem 13. Jahrhundert (erbaut zwischen 1229 und 1247, 1877 erfolgte eine gründliche Renovierung) wird oft als eine der schönsten frühgotischen Kirchen in ganz Westfalen bezeichnet.
- Der jüdische Friedhof lag außerhalb der Stadtmauern vor dem Südtor.
- Der Schandpfahl, Pranger Kaak oder auch Kook genannt, steht vor dem alten Rathaus. An ihm wurden hauptsächlich im 16. Jahrhundert Verbrecher, meist für Mundraub, Feldraub, Schlägereien oder Trunksucht schuldig gesprochen, mit Fußfesseln und Halsband gefesselt und so der Öffentlichkeit zur Verspottung und Abschreckung präsentiert. Im Jahr 1972 wurde der Pranger anlässlich der 1200-Jahr-Feier von Obermarsberg renoviert. Weitere fachmännische Restaurierungsarbeiten erfolgten 2001 unter Mitwirkung des LWL-Landesdenkmalamt Münster.
- Altes Rathaus Das Alte Rathaus von Obermarsberg wurde erstmals 1377 urkundlich an der heutigen Stelle erwähnt. Wahrscheinlich ist es noch viel älter. Das Alte Rathaus wurde im Dreißigjährigen Krieg zu 2/3 zerstört – das Ratsarchiv wurde vernichtet. Der bis heute erhaltene Teil des Alten Rathauses wurde 1650 wieder aufgebaut. Bis 1827 wurde das Gebäude als Gerichtshaus genutzt, anschließend diente es als Wohngebäude. Im Jahr 1847 erfolgte dann eine Renovierung. Nach einem Blitzschaden wurde es 1922 vom Landwirt und Bergmann Josef Thiele (Großvater des heutigen Eigentümers Albert Zeitler) gekauft und wieder in Stand gesetzt. Umfangreiche Innenrenovierungen erfolgten 1981 und 1982. Das Gebäude befindet sich seit 1922 in Privatbesitz.
- Drakenhöhlen – Unterhalb des Buttenturms liegen die Drakenhöhlen. Auch hier befanden sich Quellen, die zur Wasserversorgung der Stadt dienten.
- Rittersprung – Es gibt mehrere Legenden zum ‚Rittersprung’ genannten Felsen. Die populärste von ihnen besagt, dass ein junger Ritter auf der Flucht vor einem Ritter des Raubrittergeschlechts von Padberg hierher kam, um Zuflucht im nahen Kloster zu suchen. In der Nacht durchquerte er, um auf kürzestem Weg zum Kloster zu gelangen, den Wald. Dort soll ihm laut Sage vom Hang über ihm sein Gegner entgegengekommen sein, woraufhin er in Panik wendete und mit seinem Pferd den Felsen hinabstürzte. Den Sturz, der tödlich hätte sein müssen, überlebte er wie durch ein Wunder, er entkam seinem Verfolger und floh unverletzt.
- Wasserturm und Buttenturm – Noch heute sind Überreste der alten Stadtmauer zu besichtigen, zu denen der Wasserturm und der Buttenturm zählen. Insgesamt gab es sieben Festungstürme entlang der Stadtmauer.
  - Der Wasserturm erhielt seinen Namen nach seiner zweiten Funktion als Brunnen, durch den die Oberstadt mit Wasser aus dem Tal versorgt wurde. Insgesamt gab es auf der Eresburg elf wichtige Brunnen und Quellen, die die Trinkwasserversorgung garantierten.
  - Der Name Buttenturm leitet sich von ‚bouten’ ab, was ‚außen’ bedeutet; der Turm war Außenturm der Festung. Außerdem befand sich hier das heute noch zu besichtigende Verlies. Durch seine Lage galt die Eresburg lange als extrem schwer einzunehmen. Der Buttenturm wird heute als Aussichtsturm genutzt.
  - Weitere Warttürme außerhalb der Stadt, von denen aus die Umgebung leicht zu überblicken war, waren die Enemuder Warte, die Priesterbergwarte am gleichnamigen Berg und die Donnersberger Warte (Mäuseturm). Der Mäuseturm ist ein 13 m hoher Rundturm mit einem Durchmesser von 4,60 m und einer Mauerstärke von 1 m, der heute als Aussichtsturm bestiegen werden kann.
- Das älteste Haus der Stadt Marsberg steht in der Eresburgstraße 28. Es wurde 1589 von Johann Mertens senior, einem Mitglied der Kaufmannszunft, erbaut. 1781 erhielt es von den damaligen Besitzern „Fobben“ die Zierfassade im Bereich des Tores. Seit 1880 befindet es sich im Besitz der Familie Böttcher.